# Nikita Stalnov
Nikita Stalnov (Nikita Umerbekov hasta 2015; Astaná, 14 de septiembre de 1991) es un ciclista kazajo que fue profesional y se retiró en el año 2021.

## Palmarés
2010
- 1 etapa de la Vuelta Independencia Nacional

2012
- 1 etapa de la Tropicale Amissa Bongo

2016
- 3.º en el Campeonato de Kazajistán Contrarreloj

2017
- 2.º en el Campeonato de Kazajistán Contrarreloj

2018
- 2.º en el Campeonato de Kazajistán en Ruta

## Resultados en Grandes Vueltas y Campeonatos del Mundo
| Carrera         | Carrera         | 2012 | 2013 | 2014 | 2015 | 2016 | 2017  | 2018  | 2019 | 2020 | 2021 |
| --------------- | --------------- | ---- | ---- | ---- | ---- | ---- | ----- | ----- | ---- | ---- | ---- |
|                 | Giro de Italia  | —    | —    | —    | —    | —    | —     | —     | —    | —    | —    |
|                 | Tour de Francia | —    | —    | —    | —    | —    | —     | —     | —    | —    | —    |
|                 | Vuelta a España | —    | —    | —    | —    | —    | 145.º | 104.º | —    | —    | —    |
| Mundial en Ruta | Mundial en Ruta | —    | —    | —    | —    | —    | —     | Ab.   | —    | —    | —    |

—: no participa

Ab.: abandono